# Nuovo Forum
Il Nuovo Forum (in tedesco: Neues Forum, NF) è uno dei movimenti civici tedeschi orientali emersi durante il periodo della rivoluzione pacifica (Die Wende)  e che ha contribuito in gran parte a segnare la storia del movimento stesso. Una parte del Nuovo Forum fu successivamente assorbita dall'Alleanza 90 (Bündnis 90) e infine dal partito Alleanza 90/I Verdi (Bündnis 90/Die Grünen). Un'altra parte è rimasta un'organizzazione indipendente, oggi attiva nel territorio dell'ex RDT come piccolo partito.

## Storia
Il movimento venne fondato nel settembre 1989 ed è il primo movimento politico non appartenente al Fronte Nazionale della Repubblica Democratica Tedesca ad essere riconosciuto dal Partito di Unità Socialista di Germania (in un primo momento il SED lo aveva dichiarato incostituzionale ma alla fine dopo le manifestazioni che si susseguirono, cedette alle pressioni). Nel febbraio 1990, in occasione delle elezioni politiche di quell'anno, formò la coalizione Alleanza 90 con i movimenti Democrazia Adesso (Demokratie Jetzt, DJ) e Iniziativa per la Pace e i Diritti Umani (Initiative für Frieden und Menschenrechte, IFM).
Il Nuovo Forum è stato il primo movimento politico al di fuori dell'opposizione, esercitata dalla Chiesa protestante, ad essere attivo in tutta la RDT. I membri della rivoluzione pacifica, tra cui Bärbel Bohley, Ingrid Köppe, Rolf Henrich, Jens Reich e Reinhard Meinel, firmarono il manifesto Aufbruch 89 (Risveglio 89), l'atto fondante del movimento, il 10 settembre 1989 a Grünheide. Il Nuovo Forum chiedeva un dialogo sulle riforme democratiche, con l'obiettivo, insieme alla massima partecipazione possibile della popolazione, di "rimodellare la società", nonché di indire elezioni libere e democratiche. Alla fine del 1989 contava circa 10.000 membri.